# Das Grabfeld
Das Grabfeld ist das alljährlich einmal erscheinende Heimatblatt für Kultur, Geschichte und Brauchtum im Grabfeld. Es wird im Altlandkreis Bad Königshofen im Grabfeld kostenlos an jeden Haushalt verteilt. Aufgabe des Blattes ist die Erschließung der Heimatgeschichte und der Erhalt heimatlichen Brauchtums. Es wird vom Verein für Heimatgeschichte im Grabfeld e.V. (Landkreis Rhön-Grabfeld) herausgegeben.
Das Grabfeld erscheint seit 1995 und umfasst in der Regel 28 Seiten. Bisher (2015) erschienen 23 Folgen. Finanziell unterstützt wird die Herausgabe der Heimatblätter u. a. von den Städten und Gemeinden im Bereich Bad Königshofen und Römhild, den örtlichen Banken, dem Landkreis Rhön-Grabfeld sowie dem LIONS-Club Bad Königshofen.
Heimatblätter haben im Grabfeld eine lange Tradition. So erschienen von 1900 bis 1904 das „Archiv für den Amtsbezirk Königshofen i. Gr.“ in 46 Ausgaben, von 1920 bis 1921 die „Blätter für Heimatkunde. Archiv für den Amtsbezirk Königshofen i. Gr.“ in 6 Ausgaben, von 1931 bis 1954 die „Blätter für Heimatkunde. Archiv für den Bezirk Königshofen i. Gr.“ in 159 Folgen, von 1968 bis 1982 „Am Kornstein“ in 33 Folgen und von 1988 bis 1994 „Am Kornstein neu“ in 17 Folgen, jeweils als Beilage zur Heimatzeitung „Bote vom Grabfeld“.
Der Verein für Heimatgeschichte im Grabfeld mit seinem Vorsitzenden, dem Kulturreferenten des Landkreises Rhön-Grabfeld Hanns Friedrich, setzt diese lange Tradition unter Leitung des Schriftleiters und 2. Vorsitzenden Kreisheimat- und Kreisarchivpflegers Reinhold Albert fort.
Der Verein für Heimatgeschichte im Grabfeld veröffentlichte in einer Schriftenreihe bisher weiter ebenfalls 35 Hefte und Bücher zu verschiedenen Themen zu Kunst und Geschichte der Region.